# 蔡甸区
蔡甸区（武漢話：ʦʰai³⁵ tien³⁵ ʨʰy⁴⁵）是中国湖北省武汉市所辖的市辖区，地处江汉平原东部，是古代云梦泽淤积后形成的平陆，位于长江汉江交汇夹角处，与东西湖区一衣带水，距离武汉主城区10公里，距离汉口火车站20公里，距离武汉天河国际机场30多公里。蔡甸区总面积1093.57平方公里，辖区内有沉湖湿地公园、九真山、嵩阳山等国家级森林公园，以及长江大学、江汉大学、武汉商学院三所大学。行政区划內有武漢經濟技術開發區，該地区由武漢市直接管轄，不受蔡甸區政府领导。常住人口为63.03万人，2024年地区生产总值642.32万元。区人民政府駐知音湖大道18号。

## 历史沿革
距今约5万年至1万年前，蔡甸區境域就有古人类活动。傳說夏代時，當地原住民三苗部族被禹征服。
商末周初，先隶南国，后属郧国。春秋战国时期，隶属楚国。秦统一中原时，属南郡。
西汉时，北部属安陆县，南部滨长江一带属沙羡县，同属江夏郡。东汉建武元年(公元25年)，置沌阳县。东汉末建安初年，复为安陆县。三国时，魏、吴分据江夏郡，置石阳县(又名石梵)、沙羡县。
晋武帝太康元年(公元280年)，改石阳为曲阳；惠帝永兴二年(公元305年)，改曲阳为曲陵，复置沌阳县。
南北朝时分属郢州江夏郡、司州汉阳郡，置沌阳、滠阳县(后废)。隋属沔阳郡，分置沌阳县、汉津县。
隋大业二年(公元606年)，因汉津县改名为汉阳县。唐先后隶沔州汉阳郡、鄂州江夏郡。五代十国时，先后属吴和南唐，仍隶鄂州，为汉阳军(领汉阳、汉川)治所。宋初，属荆湖北路汉阳军。
元世祖至元十四年(公元1227年)，改汉阳军为汉阳府，隶属湖广行中书省。
明洪武九年(公元1376年)，撤汉阳府，县属湖广布政使司武昌府；洪武十三年(公元1380年)，恢复汉阳府。
清康熙三年(公元1664年)，湖北、湖南两省分治，汉阳府隶属湖北布政使司，仍辖汉阳、汉川两县。雍正七年(公元1729年)，湖北布政使司将德安府孝感县和黄州府黄陂县划为汉阳府的辖地。乾隆二十八年(公元1763年)，又将安陆府沔阳州列入汉阳府管辖。光绪二十五年(公元1899年)，湖广总督张之洞奏准汉阳、汉口分治(阳夏分治)，汉口镇及周围数乡从汉阳县分出，另立夏口厅，同属汉阳府。
民国元年(1912年)，改夏口厅为夏口县，废汉阳府，汉阳县属湖北省江汉道。民国十年(1926年)秋，北伐军攻克武汉，汉阳县城区并入新设的汉口市。次年1月，国民政府迁至武汉，置京兆区，辖夏口、武昌、汉阳城区，同年8月废京兆区。民国十九年(1930年)，改设汉口特别市，汉阳城区划归该市，所属乡、区仍隶属汉阳县。民国二十一年(1932年)，属湖北省第六行政督察区蒲圻专员公署。民国二十三年(1934年)以后，改属第一和第三督察区。民国三十四年(1945年)8月，因中日战争胜利，国民政府恢复汉阳县政权，仍属湖北省第三行政督察区。
1949年5月17日，中国人民解放军进驻汉阳县，设立汉阳县人民政府，属沔阳专署。5月24日汉阳城區劃歸武漢市，其他鄉、鎮仍隸屬漢陽縣。1950年8月26日，由於汉阳城區劃出，汉阳县人民政府从原汉阳城区显正街迁至蔡甸镇。1951年改属孝感专署。1959年汉阳随同整个孝感专署划归武汉市领导，次年恢复原体制，汉阳县仍属孝感专署。1975年汉阳县从孝感专署中分出，划归武汉市领导，为武汉市4个郊县之一。1992年9月12日，经国务院批准撤销汉阳县，设立武汉市蔡甸区。

## 人口
武汉市第七次全国人口普查公报显示：蔡甸常住人口为554383人，男性人口占比52.52%，女性人口占比47.48%，年龄结构中0-14岁占比14.67%，15-59岁占比64.56%，60岁以上占比20.77%，65岁以上占比14.62%。
2024年末蔡甸区常住人口为63.03万人，其中户籍人口47.50万人，城镇常住人口32.64万人。2024年全年共出生2887人，出生率4.57‰；死亡2269人，死亡率3.59‰；自然增长618人，自然增长率0.98‰，出生人口性别比112。

## 交通
轄區內有： 318国道、 京港澳高速、 武汉绕城高速、 沪渝高速、 四环线、 武监高速、 汉蔡高速 等道路。

## 行政区划
蔡甸区下有11个街道办事处、1个乡：
蔡甸街道、奓山街道、永安街道、侏儒街道、大集街道、张湾街道、索河街道、玉贤街道、沌阳街道、沌口街道、军山街道、消泗乡、桐湖办事处和洪北管委会。

### 武汉经济技术开发区
1991年，蔡甸區下轄的沌阳街道、沌口街道、军山街道被確立爲武漢經濟技術開發區。同年5月，經開动工兴建，1993年4月经国务院批准为国家级经济技术开发区。至此，這三個街道不再接受原蔡甸區政府管轄，由武漢市政府托管。托管过程中改变了管辖权属，但行政区划均无变化。其行政区划仍属于蔡甸区。而在居民办理身份证或户口登记时，因經開区无行政编码，常使用武汉市直辖行政编码420101，或就近依托汉阳区的行政编码420105。
2014年1月，經開區整體託管漢南區，官方名稱變更為武漢經濟技術開發區（漢南區）。

## 历史事件
相传春秋时期“高山流水遇知音”的故事发生在区县境内，区新农街道现存钟子期墓。
1941年11月，在李先念领导下，新四军与日军和伪军在区县境内侏儒山展开战役，大获全胜，史称侏儒山战役。
1957年6月，以汉阳一中为中心，在区县管辖范围内发生有“汉阳一中事件”，学生因升学率问题罢课集会，事后被称作“小匈牙利事件”。